# Fertőrákos, Győr-Moson-Sopron
Fertőrákos  este un sat în districtul Sopron, județul Győr-Moson-Sopron, Ungaria, având o populație de 2.196 de locuitori (2011). 

## Demografie
Componența etnică a satului Fertőrákos
     Maghiari (83,97%)
     Germani (11,94%)
     Romi (3,16%)
     Necunoscut (0,69%)
     Croați (0,25%)
     Alții (0,69%)
Componența confesională a satului Fertőrákos
     Romano-catolici (52,55%)
     Fără religie (10,79%)
     Luterani (2%)
     Reformați (1,64%)
     Necunoscută (32,1%)
     Alte religii (1,91%)
Conform recensământului din 2011, satul Fertőrákos avea 2.196 de locuitori. Din punct de vedere etnic, majoritatea locuitorilor (83,97%) erau maghiari, existând și minorități de germani (11,94%) și romi (3,16%). Apartenența etnică nu este cunoscută în cazul a 0,69% din locuitori.  Din punct de vedere confesional, majoritatea locuitorilor (52,55%) erau romano-catolici, existând și minorități de persoane fără religie (10,79%), luterani (2,0%) și reformați (1,64%). Pentru 32,1% din locuitori nu este cunoscută apartenența confesională.